# Wir für Hannover
Die Unabhängige Wählergemeinschaft Hannoverscher Bürger – Wir für Hannover (WfH) war eine Wählergruppe in Hannover. Sie war auf kommunaler Ebene im Gebiet der Stadt Hannover aktiv. Im Rat der Stadt Hannover war die WfH seit 1987 vertreten. Nach dem Austritt ihres einzigen Ratsmitgliedes im Februar 2011 hatte sie dort keinen Sitz mehr.
Nach der niedersächsischen Kommunalwahl vom 11. September 2011 hatte die WfH im Stadtrat ein Mitglied und in den Bezirksräten der Stadtbezirke Misburg-Anderten, Kirchrode-Bemerode-Wülferode, Döhren-Wülfel und Ahlem-Badenstedt-Davenstedt je ein Mitglied.

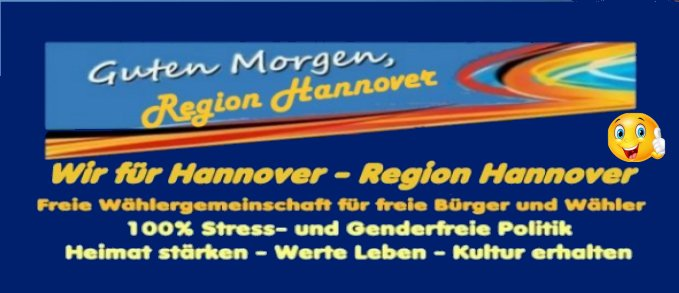
Logo von Wir für Hannover zur Kommunalwahl 2021

Im Jahr 2021 trat eine Freie Wählergemeinschaft Wir für Hannover zur Wahl der Regionsversammlung unter dem Motto „Freie Wählergemeinschaft für freie Bürger und Wähler“ im Wahlbereich 10 im Norden von Hannover an. 